# RZ Gruis
RZ Gruis är en dubbelstjärna belägen i mellersta delen av stjärnbilden Tranan. Den har en högsta skenbar magnitud av ca 11,6 och kräver ett teleskop för att kunna observeras. Baserat på parallax enligt Gaia Data Release 3 på ca 1,84 mas beräknas den befinna sig på ett avstånd av ca 1 770 ljusår (ca  540 parsec) från solen. Den tillhör UX Ursae Majoris-undergruppen av kataklysmiska variabla stjärnsystem, där material från donatorstjärnan dras till den vita dvärgen där den bildar en ackretionsskiva som förblir ljus och överglänser de två stjärnorna. Systemet ligger på ett avstånd av ca 1 434 från jorden eller så mycket som 1 770 ljusår baserat på en Gaia-parallax.

## Observation

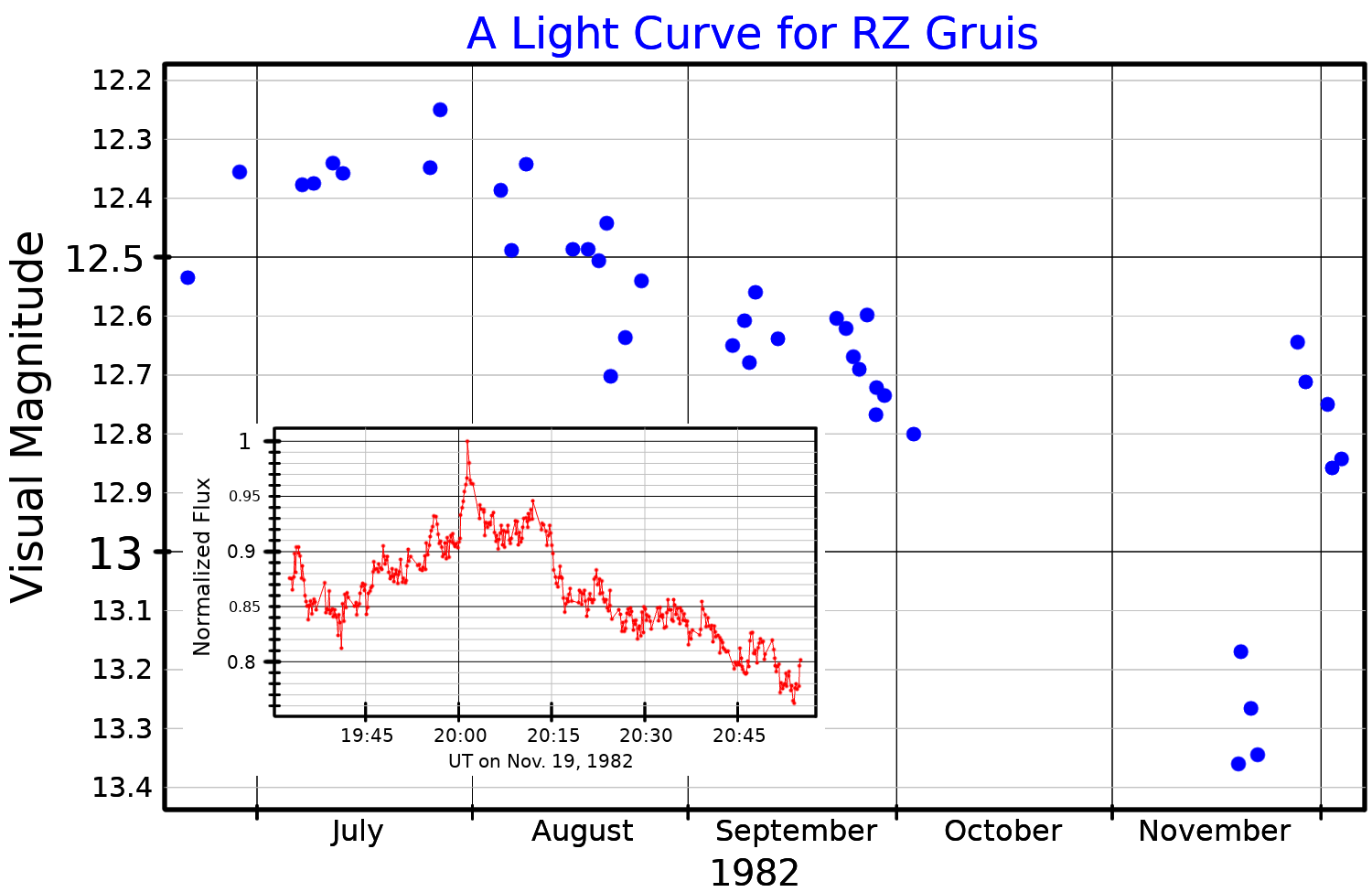
Ljuskurva i visuella bandet för RZ Gruis, plottad från Sickland et al.(1984). Huvuddiagrammet visar den långsiktiga variationen och den infällda plotten visar den kortsiktiga variabiliteten.

RZ Gruis, som ursprungligen hette och upptäcktes vara variabel 1949, upptäcktes vara en kataklysmisk variabel efter att dess spektrum undersöktes 1980. Den ansågs ursprungligen vara en het, blå stjärna av spektraltyp B och visade sig ha Balmer-emissionslinjer från väte. Om det verkligen vore en huvudseriestjärna av B-typ (och därmed ligga på ett avstånd på 35 000 ljusårs avstånd), skulle den ligga långt utanför det galaktiska planet. Utredarna föreslog att emissionslinjerna har uppstått från en ackretionsskiva runt en vit dvärg snarare än från stjärnan själv. Systemet är dåligt känt, även om donatorstjärnan har beräknats vara av spektraltyp F5 V.
Dessa stjärnor har spektra som mycket liknar novor som har återgått till stillastående efter utbrott, men inte har observerats ha brutit ut själva. American Association of Variable Star Observers rekommenderar att denna klass av stjärnor betraktas för framtida händelser som eventuella novautbrott.

## Egenskaper
RZ Gruis är en novaliknande dubbelstjärna som består av en vit dvärg och en huvudseriestjärna av spektraltyp F. Den har i allmänhet en skenbar magnitud på 12,3 med enstaka nedtoningar till 13,4. Stjärnorna tros kretsa kring varandra med en omloppsperiod av 8,5 till 10 timmar (mycket längre än de flesta novaliknande variabler, som har perioder på cirka 3 till 4 timmar).